# Человек первого века
«Человек первого века» (чеш. Muž z prvního století) — фантастический комедийный художественный фильм 1962 года производства чехословацкой киностудии «Баррандов», созданный режиссёром Олдржихом Липским.
Премьера фильма состоялась 23 марта 1962 года.

## Сюжет
По трагикомической ошибке, произошедшей на стартовой площадке, грузовой космический корабль отправляется к звёздам, унося на борту случайного пассажира, рабочего-обивщика Йозефа.
Через 500 лет обивщик-космонавт возвращается на Землю в компании со сверхразвитым инопланетным существом и обнаруживает абсолютно новый, неузнаваемый и совершенный мир, изобилующий множеством технических приспособлений, облегчающих жизнь. Но, как оказывается, все эти механизмы не решили основных проблем, мучавших человечество со времён Адама и Евы… Удобства идеального общества кажутся настолько странными, что Йозеф отправляется обратно в своё время.

## В ролях
- Милош Копецкий — Йозеф, обивщик-космонавт (дублирует Н. Александро́вич)
- Радован Лукавский — Адам
- Анита Кайлихова — Ева, врач
- Вит Ольмер — Пётр (дублирует О. Мокшанцев)
- Отомар Крейча — академик
- Любомир Липский — начальник снабжения (дублирует Ф. Яворский)
- Владимир Меншик — Кароль, посетитель кафе невесомости
- Владимир Главатый
- Йозеф Глиномаз — Формен
- Зденек Ржегорж
- Анна Питашова

Фильм был представлен в конкурсной программе на Каннском кинофестивале 1962 года.